# Saffraan

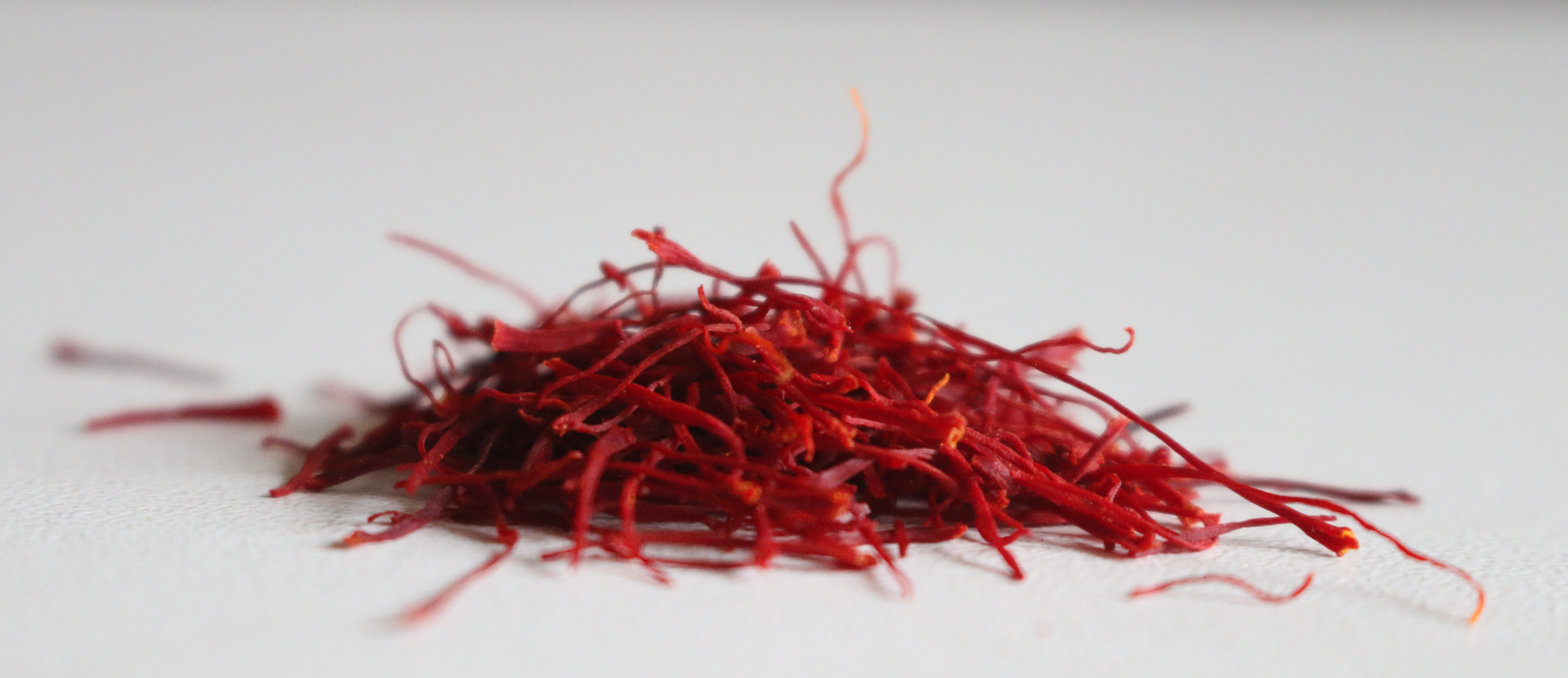
Perzische Saffraan

Saffraan is een specerij die gewonnen wordt uit de saffraankrokus (Crocus sativus). De meeste productiesaffraan komt uit Iran.

## Productie
Voor de kostbare saffraan worden delen van de stampers handmatig geoogst: de stijlen en de stempels, die zowel smaak- als kleurstof zijn. De meeldraden van de saffraankrokus hebben geen culinaire waarde.
Na het oogsten worden de stijlen en stempels gedroogd. Dit drogen gebeurt in droogkasten met een warme luchtstroom of in de zon. De hoogste kwaliteit saffraan komt van de bloedrode stempels, het bovenste deel van de gedroogde stijlen. Voor een kilo gedroogde saffraan zijn circa 150.000 bloemen nodig, wat overeenkomt met een areaal van circa 2000 m2 saffraanplanten.
Saffraan heeft een bittere smaak en een aangenaam aroma dat doet denken aan honing.  Slechts één draad saffraan volstaat om een liter kokend water in een uur diepgeel te kleuren. Saffraan is ook fijngemalen verkrijgbaar. De arbeidsintensieve teelt maakt saffraan tot een kostbare specerij, het wordt daarom ook wel het rode goud genoemd. De saffraan die in Nederland te koop is, is niet altijd van goede kwaliteit.

## Gebruik
De chemische stof die in hoofdzaak verantwoordelijk is voor de kleur van saffraan is crocine. De smaak wordt vooral bepaald door picrocrocine en het aroma door safranal.
Saffraan wordt onder meer toegepast in sauzen, rijst- en visgerechten, brooddeeg, desserts en melk. In Europa wordt saffraan veel gebruikt in Spanje, waar het een onmisbaar ingrediënt is in de paella. Men gebruikt saffraan in Italië bij de bereiding van risotto en in België bij de bereiding van rijstpap. Saffraan is ook een belangrijk bestanddeel van fernet, een kruidenbitter. De Romeinen vulden na een feestmaaltijd hun hoofdkussen op met saffraan om zo de kater te bezweren.

Saffraan is dankzij de crocine zowel een antidepressivum als een afrodisiacum en een antioxidant. Saffraan zou ook een geneeskrachtige (pijnstillende) werking hebben.
Saffloer of valse saffraan is vanouds een alternatief voor de kostbare saffraan. In de keuken gebruikt men ook de veel goedkopere kurkuma, ook geelwortel of Indische saffraan genoemd, die vergelijkbare kleureigenschappen heeft, maar anders smaakt en een geheel andere oorsprong heeft.

Saffraan
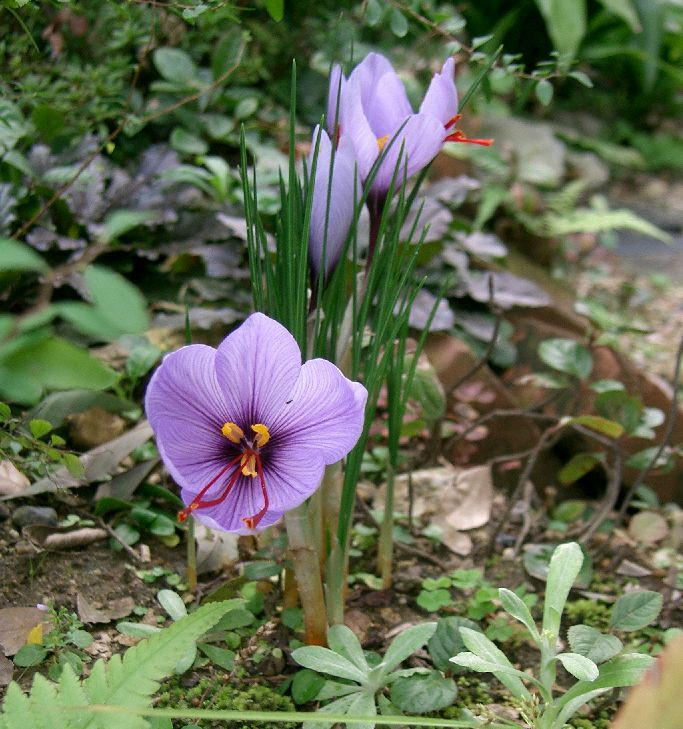
saffraankrokus bloem
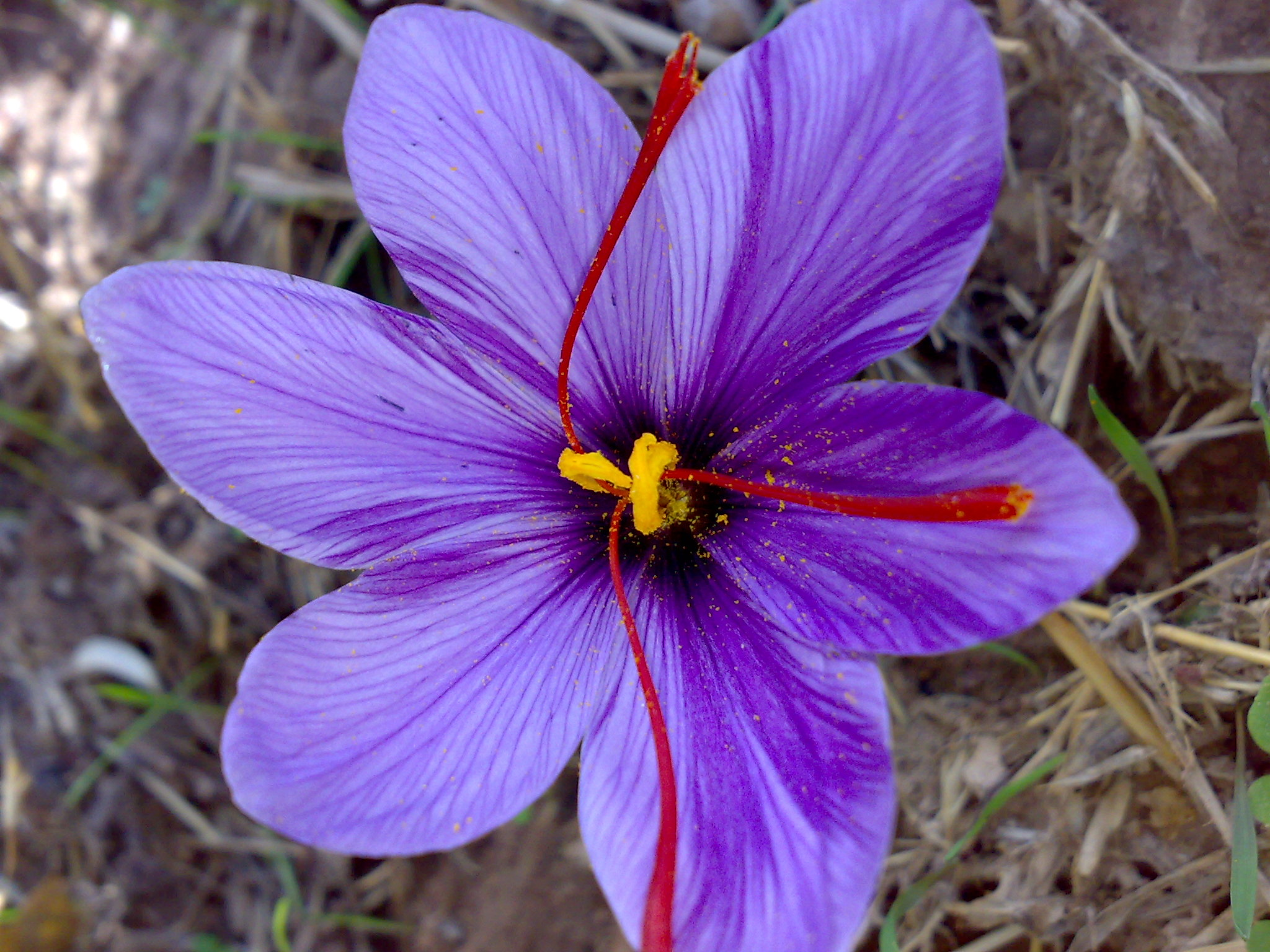
saffraankrokus bloem
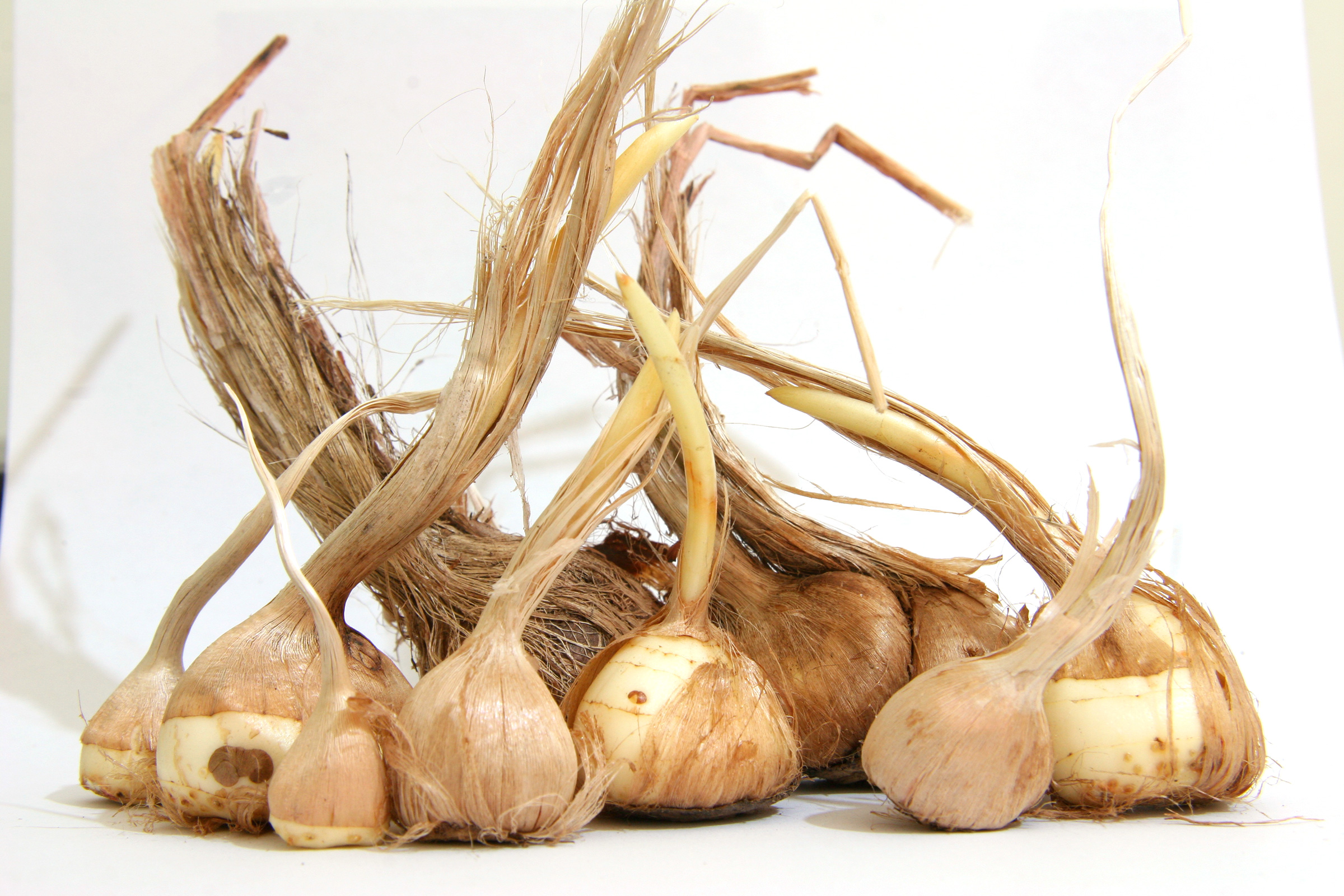
saffraankrokus knollen
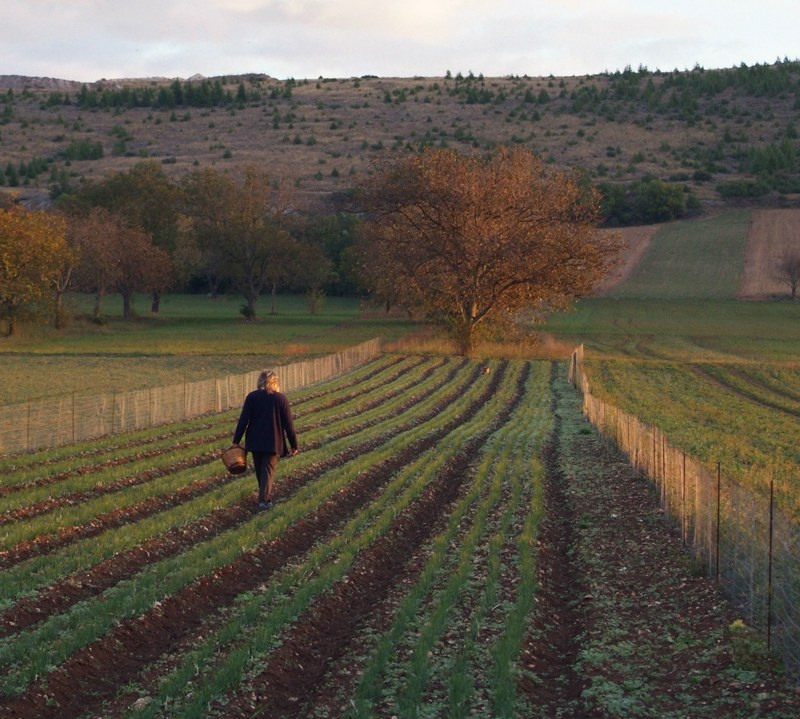
akker met saffraankrokus
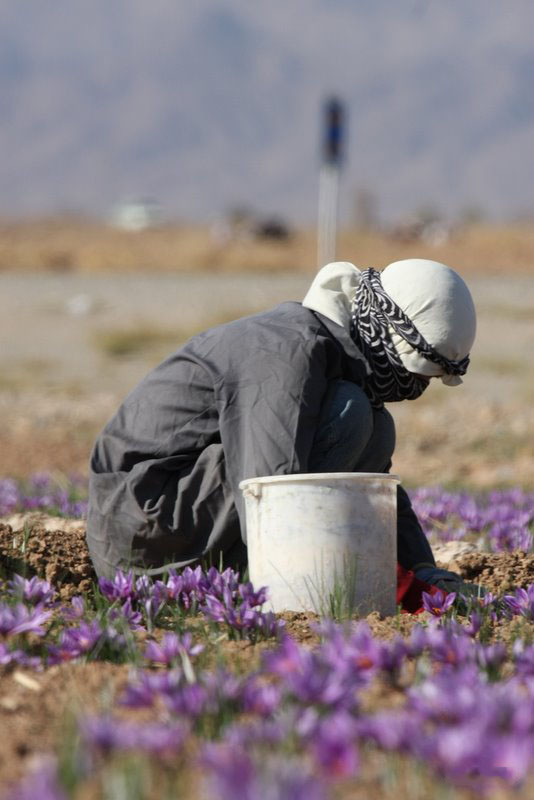
akker met bloeiende saffraankrokus
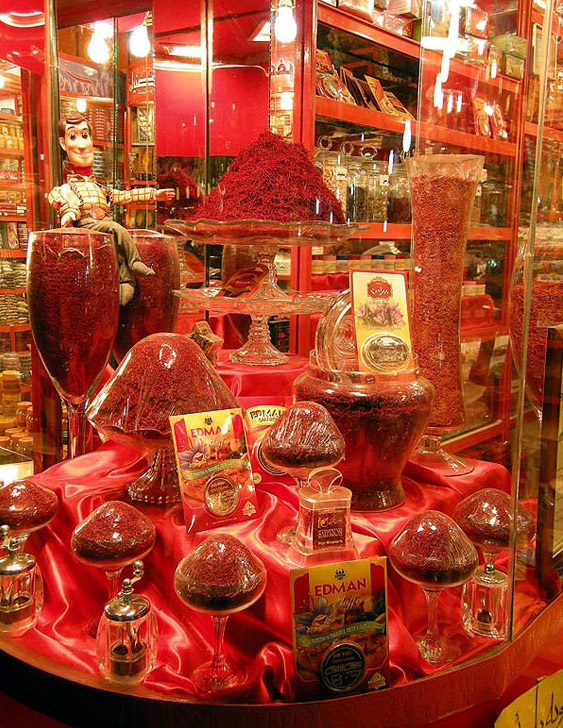
saffraan in winkel
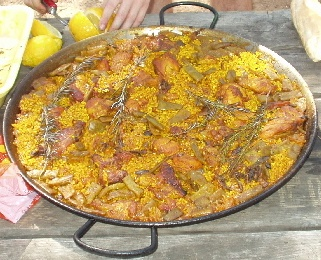
paella met saffraan
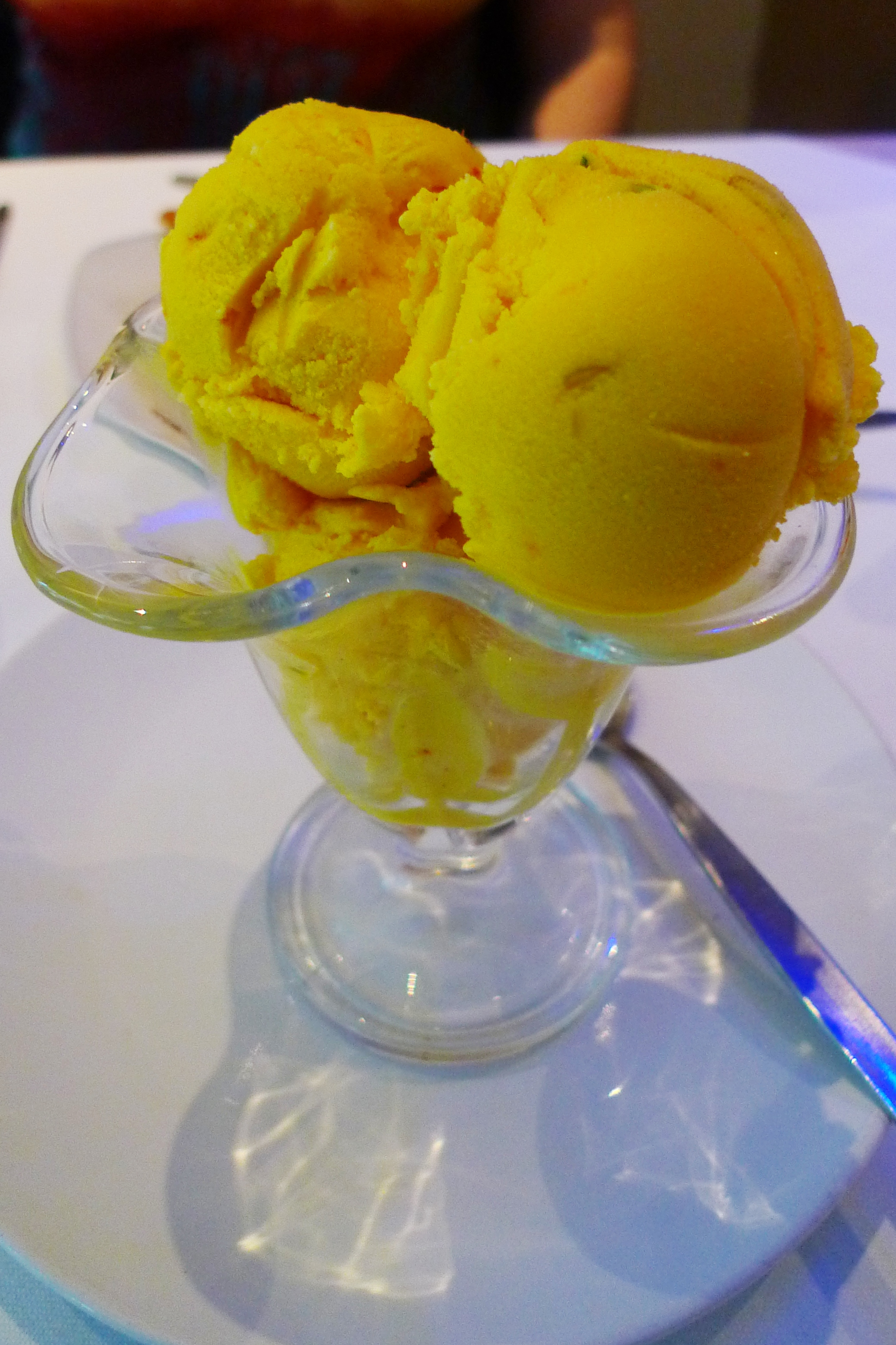
ijs met saffraan